# Фигерас (футбольный клуб)
«Фигерас» (кат. UE Figueres) — каталонский футбольный клуб из одноимённого города, в провинции Жирона. Клуб основан в 1919 году, домашние матчи проводит на стадионе «Вилатеним», вмещающем 9 472 зрителя. В «Примере» «Фигерас» никогда не выступал. В Примере команда никогда не выступала, лучшим результатом является 3-е место в Сегунде в сезоне 1991/92. В 2007 году клуб был продан в город Кастельдефельс, однако в том же году команда была воссоздана, но была вынуждена начать своё выступление с низших лиг.

## Сезоны по дивизионам
- Сегунда — 7 сезонов
- Сегунда B — 17 сезонов
- Терсера — 26 сезонов
- Региональные лиги — 26 сезонов

## Достижения
- Сегунда B
  - Победитель: 1985/86